# Sigrun Reese
Sigrun Reese (* 9. Dezember 1970 in Anklam) ist eine deutsche Politikerin (FDP). 2006 bis 2011 war sie Abgeordnete im Landtag von Mecklenburg-Vorpommern.

## Leben
Sigrun Reese erreichte nach ihrem Abitur im Jahre 1989 den Abschluss zur Facharbeiterin als Wirtschaftskauffrau (1990–1992). Sie wurde kaufmännische Angestellte einer Recyclingfirma, 1995 Betriebsleiterin und 2003 Geschäftsführerin der Firma. 
Sigrun Reese ist evangelisch, verheiratet und hat sechs Kinder. Sie zog bei der Landtagswahl 2006 über die Landesliste der FDP in den Landtag von Mecklenburg-Vorpommern ein. Dort war sie stellvertretende Vorsitzende der FDP-Fraktion und außerdem Sprecherin ihrer Fraktion für Haushaltspolitik.